# Tibetaanse zandvos
De Tibetaanse zandvos (Vulpes ferrilata), ook wel Tibetaanse vos of zandvos genoemd, is een hondachtige, die voorkomt in het Tibetaans Hoogland in Nepal, Volksrepubliek China, Bhutan en Sikkim. Het is een endemische soort van dit gebied. De Tibetaanse zandvos is volgens de IUCN niet bedreigd.

## Uiterlijk
Tibetaanse zandvossen zijn klein van stuk; volwassen exemplaren hebben een gemiddelde lengte van 60 tot 70 centimeter van kop tot lichaam, en een staart van 29 tot 40 centimeter. Ze hebben een zachte, dichte vacht, een nauwe snuit en een brede staart. Hun vacht is grotendeels licht tot donkerbruin, maar hun wangen en romp zijn grijs. De vossen worden gemiddeld 4 tot 5,5 kilo zwaar.
Van alle Vulpes-soorten hebben Tibetaanse zandvossen een schedel die het meest is gebouwd voor een carnivoor dieet. Hun kaken zijn nauwer dan die van andere soorten uit het geslacht en hun hoektanden langer.

## Leefgebied
De Tibetaanse vos komt uitsluitend voor in het Tibetaans Hoogland. Ze leven hier op de droge tot halfdroge graslanden, ver uit de buurt van mensen of van dichte vegetatie, en op 3500 tot 5200 meter boven zeeniveau.

## Gedrag
Tibetaanse zandvossen voeden zich vooral met fluithazen, marmotten, Tibetaanse hazen en hagedissen. Soms eten ze ook karkassen van Tibetaanse antilopen, Muskusherten en blauwschapen en vee. Tibetaanse vossen zijn solitaire dagdieren. Paartjes blijven doorgaans hun leven lang bij elkaar en gaan soms ook samen op jacht.
De draagtijd van een Tibetaanse vos is 50 tot 60 dagen. Ze krijgen doorgaans twee tot vier jongen per worp. De jongen worden acht tot tien maanden door de ouders verzorgd.